# El Cuervo (Teruel)
El Cuervo es un municipio y localidad española de la provincia de Teruel, en la comunidad autónoma de Aragón. Perteneciente a la comarca Comunidad de Teruel, tiene un área de 20,76 km² con una población de 95 habitantes (INE 2024) y una densidad de 4,48 hab/km².

## Geografía
El estadista Pascual Madoz sitúa El Cuervo «entre dos montes escabrosos», con «clima sano y templado», en las estribaciones de la serranía de Albarracín. La población se halla en una vaguada, entre las laderas del Castillo (este) y otro cerro alomando (oeste). Por el norte el horizonte próximo lo cierra las ramificaciones de aquella serranía, mientras que por el sur se abre a la vega del río Ebrón, en dirección a Castielfabib, en la raya del Rincón de Ademuz por la provincia de Valencia.
El río Ebrón, que procede de los montes de Tormón, circunda la villa por el este, para dirigirse después en dirección a cuesta del Rato y Castielfabib, Los Santos y Torrebaja, donde desagua en el Turia, tras un recorrido de 21 kilómetros.
El caserío de la villa se arracima en torno a la parroquial y a sus dos plazas -«plaza Mayor» y la «plazuela del Horno»-; en la última pervive uno de los dos monumentales olmos centenarios que la sombreaban. El callejero se distribuye de forma irregular por la vaguada, con nombres de honda resonancia entre los lugareños: Castielfabib, Castillo, Liriazo, Medio, Pilón, San Roque, Virgen del Carmen, Virgen del Pilar. 
Asimismo, nombres entrañables de su toponimia son las partidas de su término: Cantalares, Cañamar, Carrera, Cerrado del Mlino, Cuelavar, Hortal, Mojón de Castiel, Pontón del Río, Poza, Quinchuelas, Rincón Centinela, Rincón Bataneros, Río Arriba, Saceda, Sombra del Río, Trascastillo... –en el regadío-; y en el secano: Barranco, Canalón del Pozo, Casarejos, Cerro san Pedro, Covarrón, Era Sacristanes, Escobarejos, Hoya Pinosa, Hoya Quemada, Labradas, Loma Nicanor, Loma Zorras, Majadilla, Mazorra, Mijares, Morrón del Rato, Pajar Álvaros, Peña Blanca, Pico Gil Saceda, Pieza Redonda, Rato, Santana, Trapas, Viñas del Moro, etc.

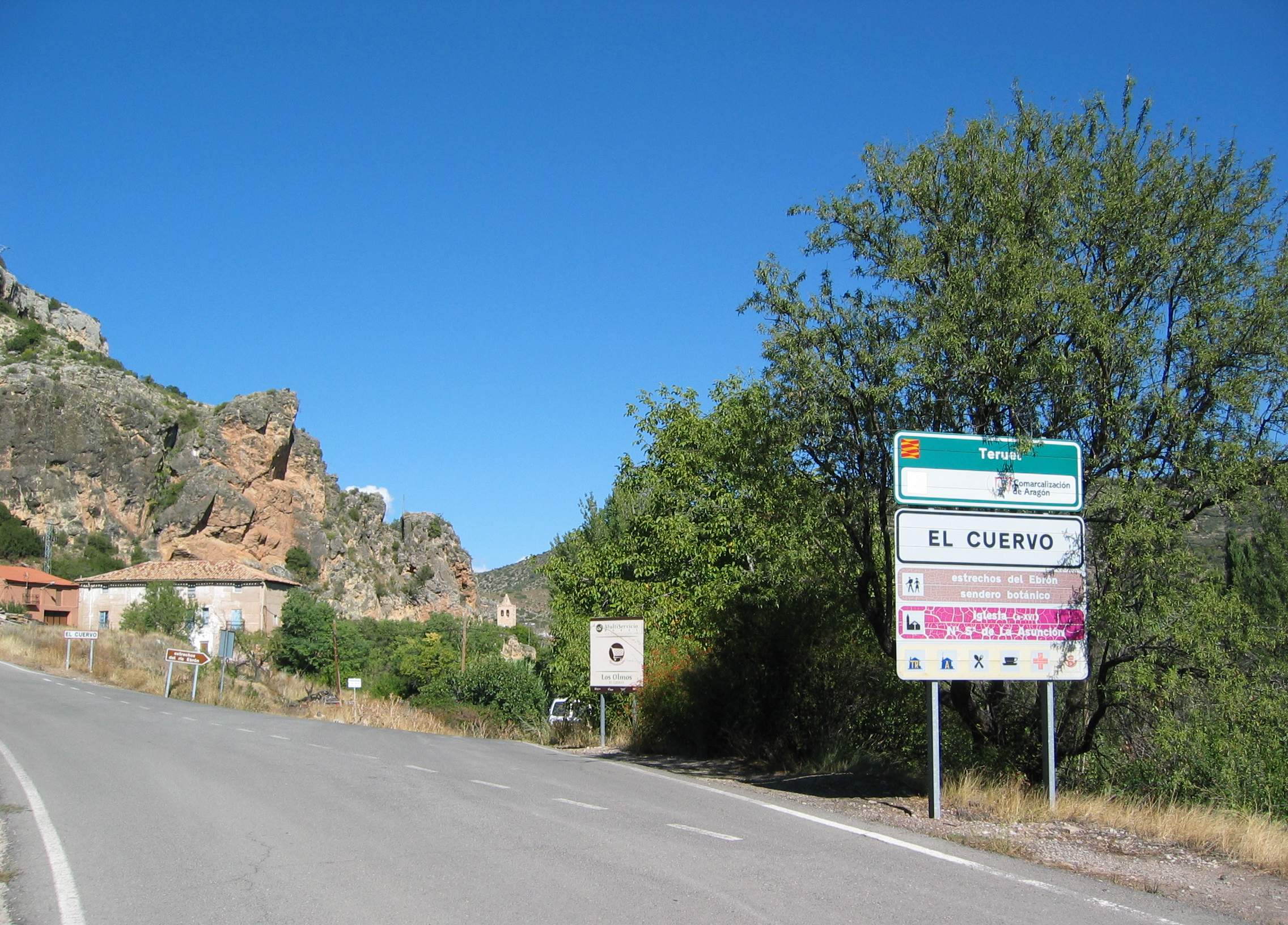
Vista de la entrada a la población de El Cuervo, con detalle de los paneles de carretera.

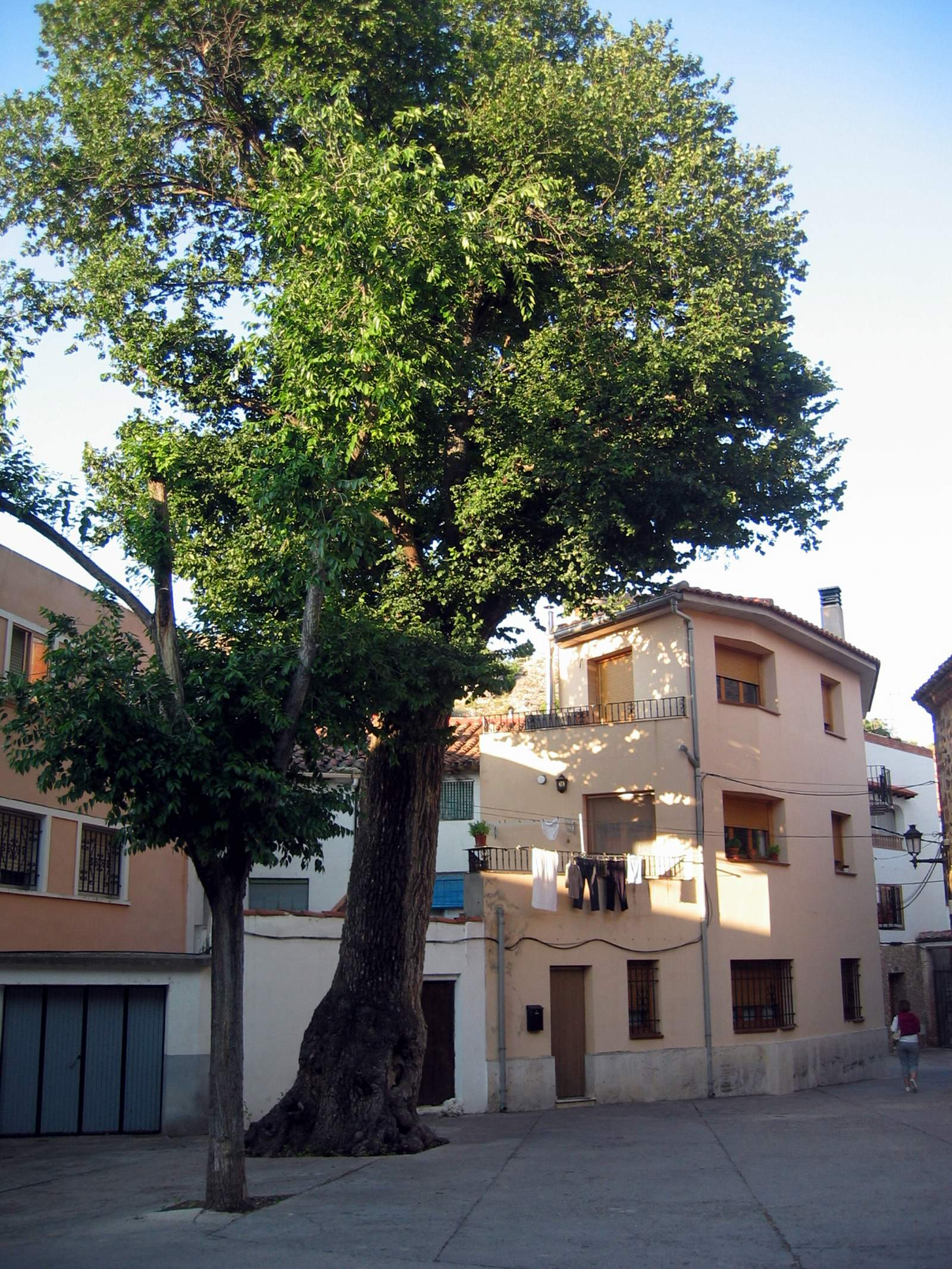
Vista del olmo de la Plazuela del Horno

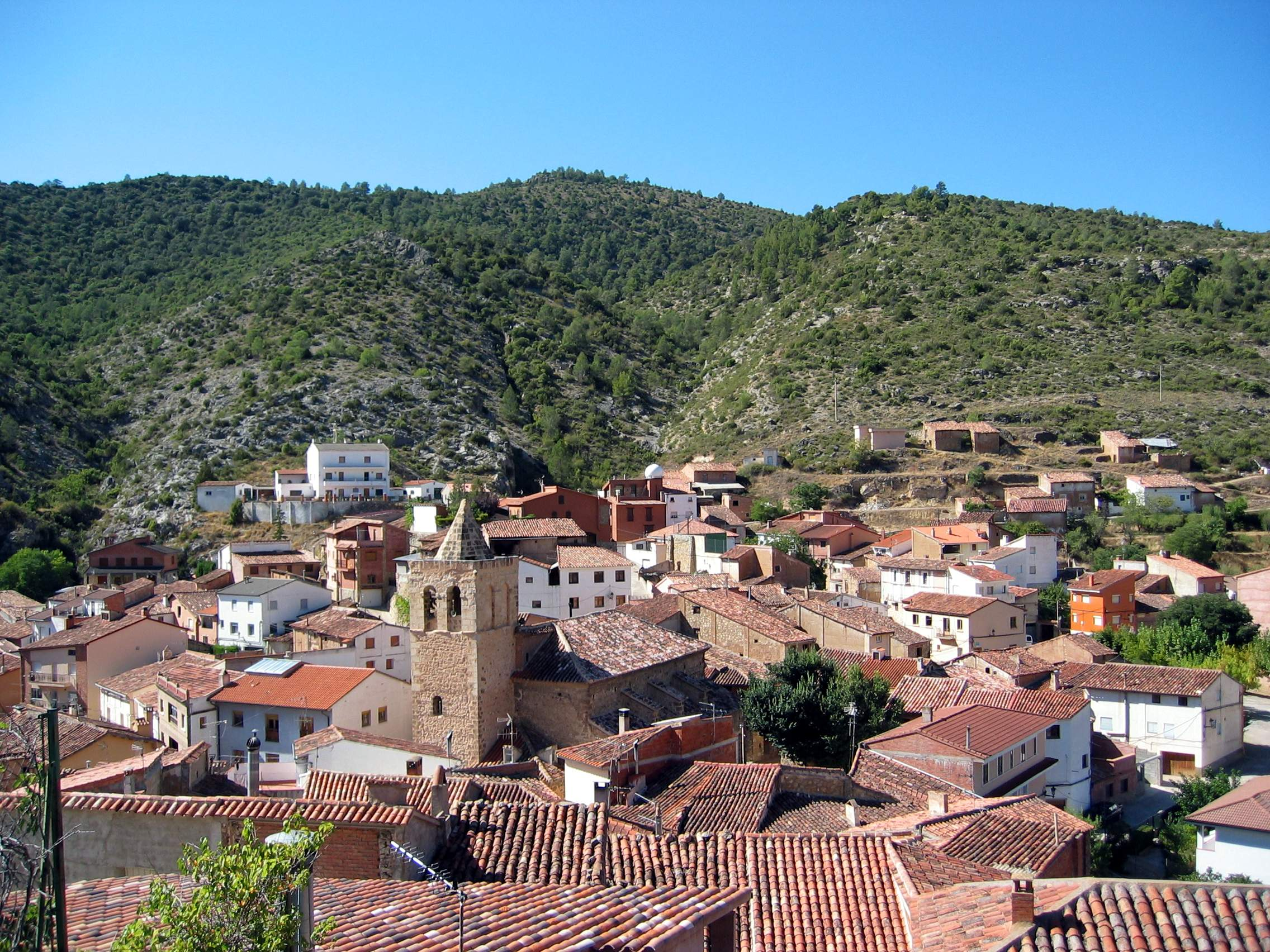
Vista parcial del caserío de El Cuervo, con detalle del campanario de la parroquial, desde el Mirador del Castillo.

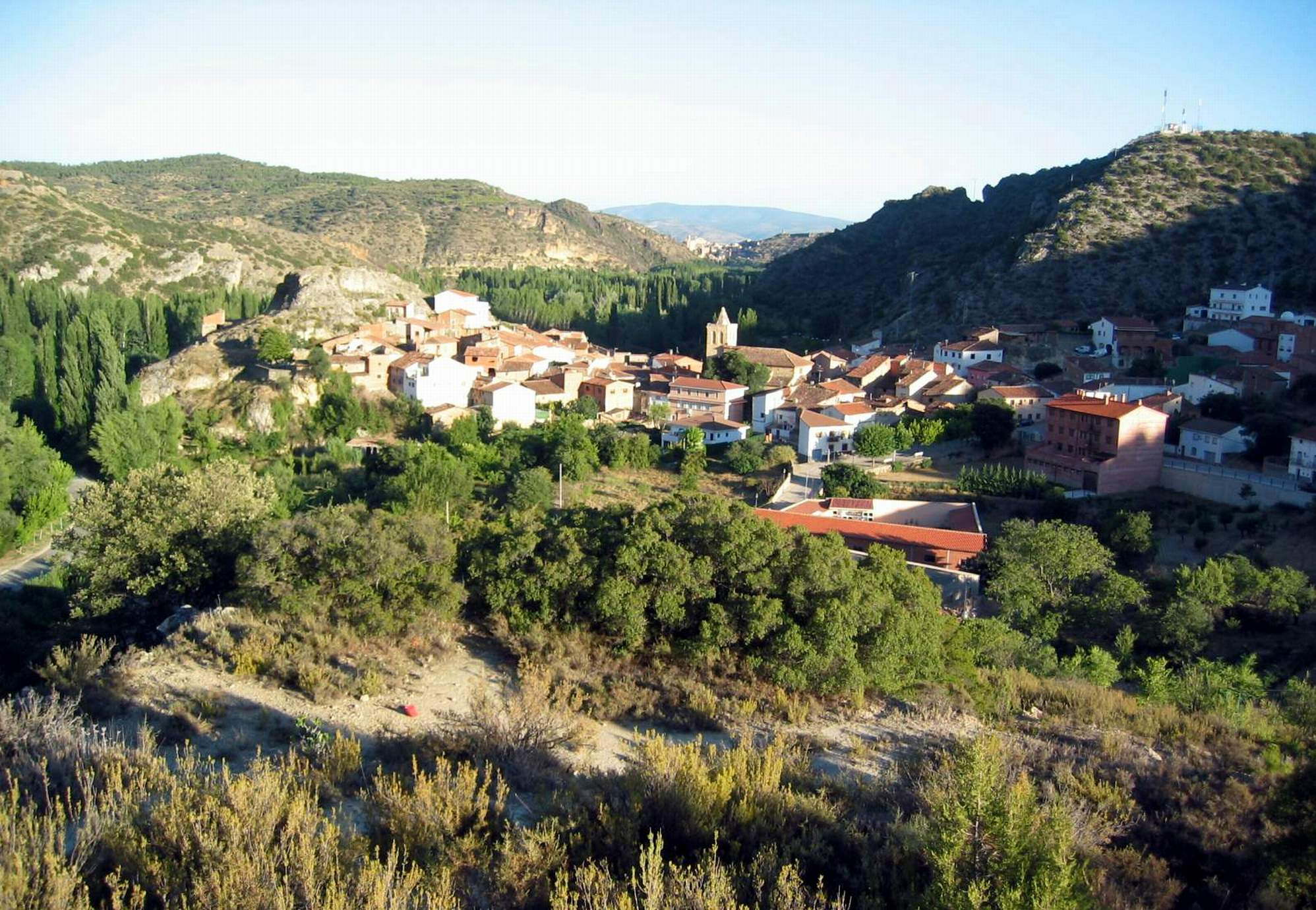
Vista general de El Cuervo, desde el cerro de San Pedro, con detalle del cementerio a los pies.

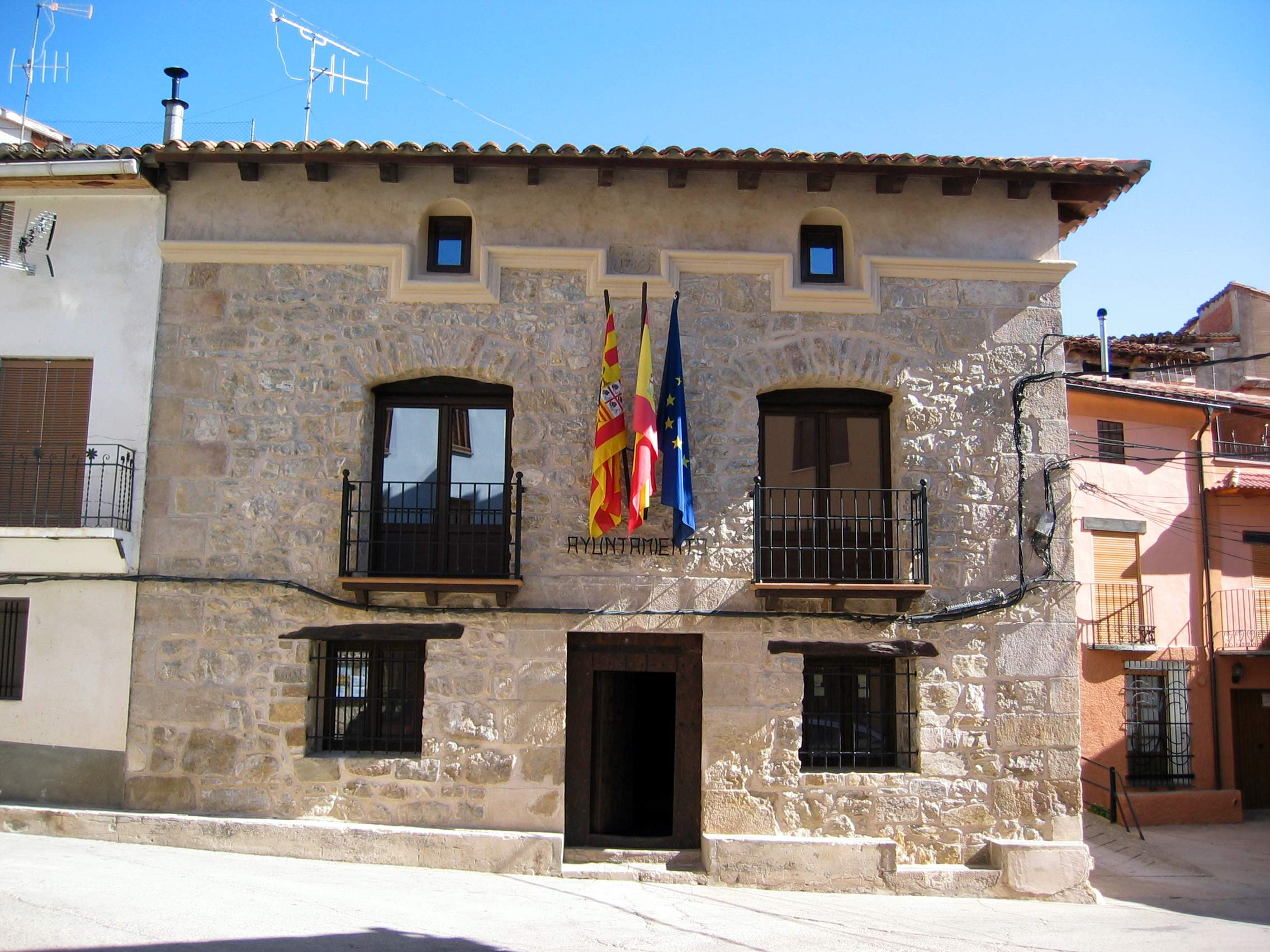
Vista frontal del Ayuntamiento de El Cuervo, tras la restauración. Siglo xviii.

### Patrimonio natural
- Estrechos del Ebrón, al norte de la población y corresponde al antiguo camino que unía El Cuervo con la vecina Tormón: gran parte del recorrido tiene lugar junto al río Ebrón, destacando el lugar denominado «Pozo de la Olla» y «Estrechos del Cañamar», debido a la angostura del cauce, que discurre entre enormes farallones rocosos, en el límite de ambos municipios. Asimismo, cabe reseñar el puente natural de «La Fonseca», y la «Cascada de Calicanto», junto al viejo molino de Tormón. El camino es también un «sendero botánico», debido a la rica flora que crece junto al río, en las riberas y laderas bajas del monte.[6]-[7]
- Olmo monumental: olmo común o negrillo (Ulmus minor), ubicado en la Plazuela del Horno. Hubo dos árboles, uno se secó y hubo que talarlo. Al que queda se le calcula una edad de 250-300 años, por lo que bien pudo ser uno de los que mandó plantar Carlos III (1716-1788) en las plazas de los pueblos de España, «representando con su poderosa imagen la fuerza de un pueblo unido, enraizado a la tierra en la que vive».[8]

## Historia
La historia de la localidad se remonta a la Baja Edad Media, su nombre ya aparece en el «Pacto de Daroca» (1142), suscrito entre Ramón Berenguer IV y los maestres del Temple y el Hospital, por el que éstos renunciaban a sus derechos en relación con el testamento de Alfonso I el Batallador: «...Ródenas, hasta Santa María de Albarracín, Lo Corbo, Qastell-Haybib, Ademuç, Serrella de la Puente, Alponten, Torralba, Montán..., con ineludible obligación de Templarios y Hospitalarios de contribuir a su conquista de manos agarenas».
A finales del siglo XII, la localidad de El Cuervo aparece vinculada a la nobleza laica, junto con las vecinas localidades de Alobras, Tormón, Tramacastiel, Veguillas de la Sierra, Cascante del Río, Valacloche, Gea de Albarracín y Manzanera.
Existen noticias documentales de la existencia de una pequeña comunidad judía en El Cuervo, que con motivo de la expulsión decretada en 1492 salió de España por el «Grau de Morvedre», junto con otros muchos judíos valencianos de Sagunto, Játiva, Jérica y Castellón, así como aragoneses de Zaragoza, Calatayud, Daroca, Ariza, Épila, Albarracín y Belchite. La diplomática se ha visto en este caso refrendada por la tradición, en la existencia de una casa junto a la iglesia parroquial precisamente denominada «Casa del judío».
En relación con el fogaje del rey Fernando II el Católico (1495), la población de El Cuervo censaba 27 fuego, equivalente a 121 habitantes, conservándose el listado de los pater familias, comenzando por el vicario, mossen Francisco Talayuelas.
A principios del siglo XVII (1610), El Cuervo pertenecía al señorío de los Condes de Fuentes. De esa época proviene una leyenda de agua y muerte, conocida como Las coplas de la marquesa, a la que se le ahogó una hija: «Fuentes Claras, Fuentes Claras,/ Cuervo negro para mí.../ porque una hija que tenía/ en El Cuervo la perdí...». Quiere la tradición que desde entonces, la localidad trocara su nombre «Fuentes Claras» por el de El Cuervo, aludiendo al negro color de la pena de la marquesa: El Cuervo posee en su sello municipal un altivo cuervo de robusto pico.
La villa de El Cuervo, junto con las de María, Fuendetodos, Mora, Alcalá de Mora, Valbona, Olba, Cascante, Valacloche, Tramacastiel, Gea, Tormón, Sot y Chera fueron objeto de donación en las capitulaciones matrimoniales entre Juan Gil Fernández de Heredia y Berdají y Beatriz Ximénez de Urrea (1485). De dicho matrimonio nació Juan Fernández de Heredia y Ximénez de Urrea, primer conde de Fuentes.
Procurador o administrador de los condes de Fuentes fue Juan de Espejo, que aparece desempeñando este cargo a comienzos del siglo XVI (1518), escudero y comensal del citado Juan Fernández de Heredia. Del «magnífico señor Johan de Espejo», «doncel, habitador de Quastielfaví» nos ha llegado su testamento, abierto y publicado en Castielfabib, el 9 de junio de 1540: Quiero que mi cuerpo se sepultado en la iglesia de Qastielfaví, en la capiella de Santa Catalina, donde están sepultados los de mi padre y madre y de mi cara y amada muger, junto a otros de mis ascendientes... –dice el segundo ítem del testamento-.
A finales del siglo XVI (1577), con motivo de la desmembración de las iglesias de Albarracín y Segorbe, la primera quedó sufragánea de Zaragoza, mientras que la segunda pasó a depender de Valencia. Cuando cada obispo se posesionó de su mitra comenzó una enconada batalla legal entre ambas diócesis para dilucidar a quién debía pertenecer el Cuartillejo del Cuervo, conjunto de cuatro lugares: El Cuervo, Tormón, Las Alobras y Tramacastiel. Lo que realmente trataba de ventilar aquel enjundioso pleito eran los límites territoriales de ambas diócesis.

### Entidades históricas
Al comienzo de la tercera década del siglo XX (1924) se creó en El Cuervo una curiosa sociedad denominada La Fraternidad Labradora, cuyos estatutos fueron aprobados por el Gobierno Civil de la provincia. El capítulo 1.º dice de la denominación y fines de entidad: «Constitúyese esta Sociedad con el título de la Fraternidad Labradora, con el domicilio en este pueblo calle de Liriazo nº 8 y tendrá como fines esenciales procurar la cultura y bienestar general de los asociados y socorrerse en las adversidades de la vida».
En el Acta de la sesión de esta sociedad celebrada el 20 de enero de 1946 se tomó el acuerdo de solicitar a la autoridad competente de la provincia, «para que se concedan doscientos pinos de la referida partida (de la Mazorra), para con cuya corta hacer la nueva escuela de niños de esta población».

### Guerra civil española
En la guerra civil española (1936-1939), El Cuervo y otros municipios del sur de la provincia de Teruel quedaron bajo control del gobierno republicano del Frente Popular. La iglesia parroquial fue desmantelada, quemado el mobiliario -material ornamental (Retablo del Altar Mayor) y mueble, así como los libros parroquiales (Quinque libri)-, destinando el edificio a almacén de intendencia. Bajo el templo se construyó un refugio antiaéreo, en previsión de bombardeos: «El túnel, con la entrada labrada en zigzag, comunicaba la plazuela del Horno con la plaza Mayor y Casa Consistorial, saliendo a través de las escalinatas del atrio de la iglesia». Asimismo, para el control del municipio se creó un Comité Revolucionario. Algunos vecinos, por temor a represalias políticas, huyeron de la localidad, se escondieron en cuevas próximas o se pasaron a la Zona Nacional. El Cuervo no fue frente de guerra, pero acogió a multitud de soldados y refugiados, gente huida o evacuada de otros lugares: «Todos juntos vivieron los momentos más dramáticos de su existencia, a la vez que el suceso histórico más triste y desgarrador para nuestro país durante el siglo XX». La guerra concluyó con la llegada a la villa de las tropas nacionales del Tercer Batallón del Regimiento de Infantería de Gerona, el día 31 de marzo de 1939: «las mujeres cuyos maridos habían pertenecido al Comité fueron citadas por las nuevas autoridades municipales para que limpiaran el templo parroquial de las miserias de la guerra. Y allí estuvieron arrodilladas, restregando con estropajos, rascando y baldeando, hasta que las viejas losas del templo relucieron de nuevo».

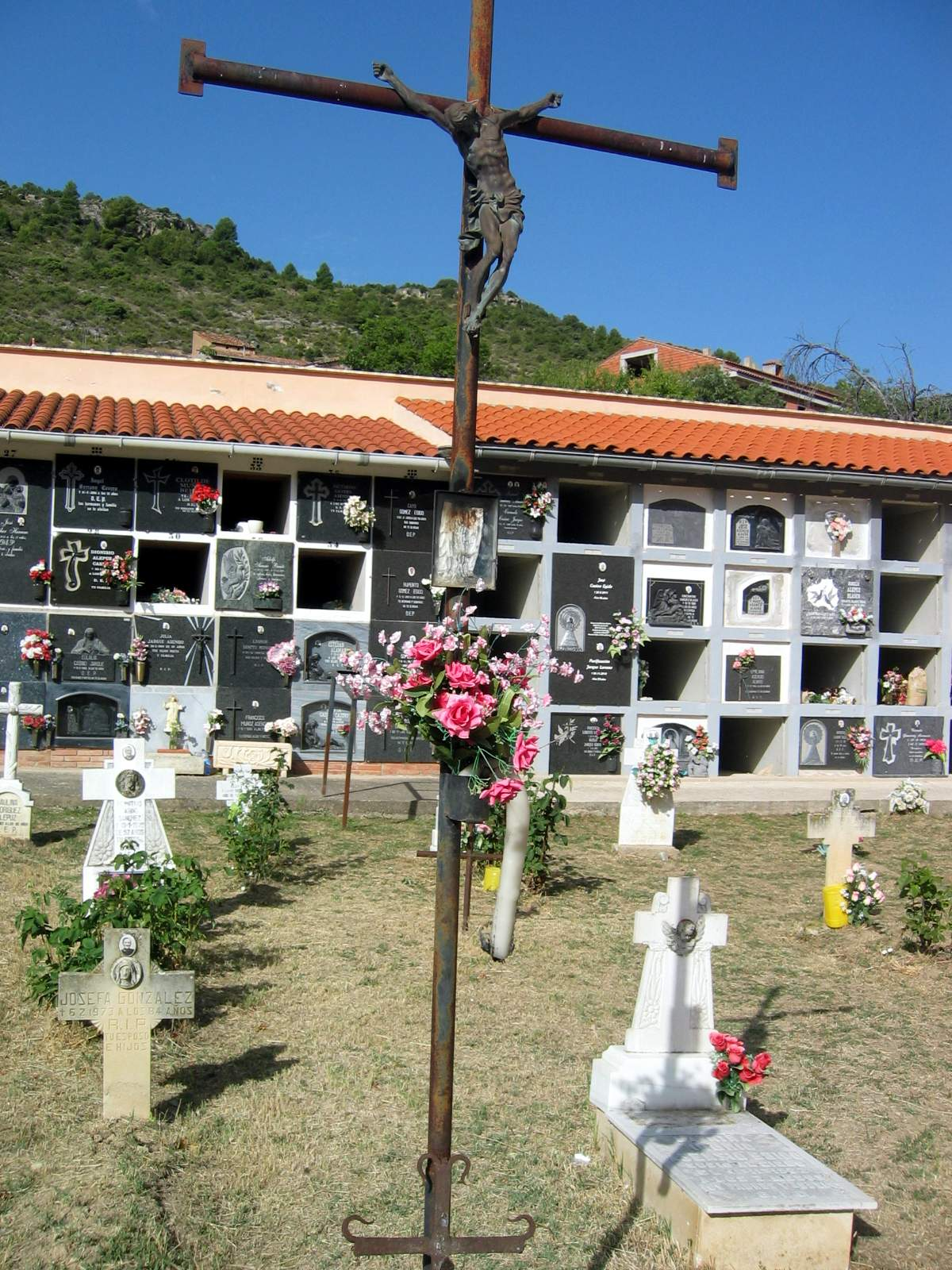
Vista parcial del cementerio municipal de El Cuervo, con detalle de la cruz central.

Tras la  contienda, los miembros del Comité fueron represaliados por los vencedores. Algunos padecieron años de prisión, sin que hubiera sentencias de muerte entre los afectados. Del tiempo de la posguerra se recuerda un hecho especialmente luctuoso, en relación con la actividad de la Agrupación de Guerrilleros de Levante y Aragón (AGLA), cual fue el asesinato del alcalde, Pedro Gómez Egido (de la familia de los Zurdos), de 41 años y de su esposa, Ignacia Jiménez Argilés, de 35 años, el día 13 de febrero de 1948. El matrimonio dejó una hija de 4 años, de nombre Mª del Carmen. Al entierro asistió el Jefe de la 5.ª Zona de la Guarcia Civil y gobernador civil de Teruel, Manuel Pizarro Cenjor, testigo excepcional del sepelio.

## Demografía
El Cuervo cuenta con una población de 95 habitantes (INE 2024).
| Gráfica de evolución demográfica de El Cuervo entre 1842 y 2021 |
| |
| Población de derecho según los censos de población del INE Población de hecho según los censos de población del INEEntre el censo de 1857 y el anterior, disminuye el término del municipio porque independiza a 44250 (Veguillas de la Sierra) |

Como se pone de manifiesto en el proyecto de la «Serranía Celtibérica de España», el principal problema de los pueblos de la zona es la despoblación, que amenaza con convertir el territorio en un desierto demográfico.

## Administración y política
|| PP || style="width: 5px" bgcolor=#1E90FF align="center" |

| Período   | Alcalde                 | Partido |  |
| --------- | ----------------------- | ------- |  |
| 1979-1983 | Ignacio Flores González | UCD     |  |
| 1983-1987 |                         |         |  |
| 1987-1991 |                         |         |  |
| 1991-1995 |                         |         |  |
| 1995-1999 |                         |         |  |
| 1999-2003 |                         |         |  |
| 2003-2007 |                         |         |  |
| 2007-2011 |                         |         |  |
| 2011-2015 | Sonia Casino Navarrete  | PP      |  |
| 2015-2019 | David Álvaro Beltrán    | PSOE    |  |
| 2019-2023 | David Álvaro Beltrán    | PSOE    |  |

| Partido político    | Partido político                                   | 2003   | 2007   | 2011   | 2015   | 2019   |
| Partido político    | Partido político                                   | Ediles | Ediles | Ediles | Ediles | Ediles |
|                     | Partido Popular de Aragón (PP)                     | —      | 4      | 3      | 2      | 1      |
|                     | Partido de los Socialistas de Aragón (PSOE-Aragón) | 1      | —      | 1      | 1      | 1      |
|                     | Partido Aragonés (PAR)                             | 4      | 1      | 1      | —      | 1      |
| Total de concejales | Total de concejales                                | 5      | 5      | 5      | 3      | 3      |

## Patrimonio histórico-artístico

### Arquitectura religiosa
- Iglesia de Nuestra Señora de la Asunción: templo parroquial, fábrica de los siglos XVII-XVIII, con torre-campanario del siglo XVI. Tenía anexa la iglesia de Veguillas de la Sierra (1847).
- Ermita de San Pedro: situada en el cerro de su nombre, al norte de la población, actualmente de propiedad particular, sin culto y arruinada.[20]
- Ermita de San Roque: dentro de la población, hoy desaparecida.
- Capilla de la Virgen del Carmen: pilón de obra a la entrada de la población.
- Capilla de la Virgen del Pilar: pilón de obra a la salida de la población.
- Cruz de la Peña Blanca, situada sobre la peña de su nombre, en las inmediaciones del santuario de Fátima, levantada en cemento armado, mira la población.[21]
- Santuario de Fátima: ubicado en una oquedad natural, denominada «Cueva de doña María», al norte de la población.[21]

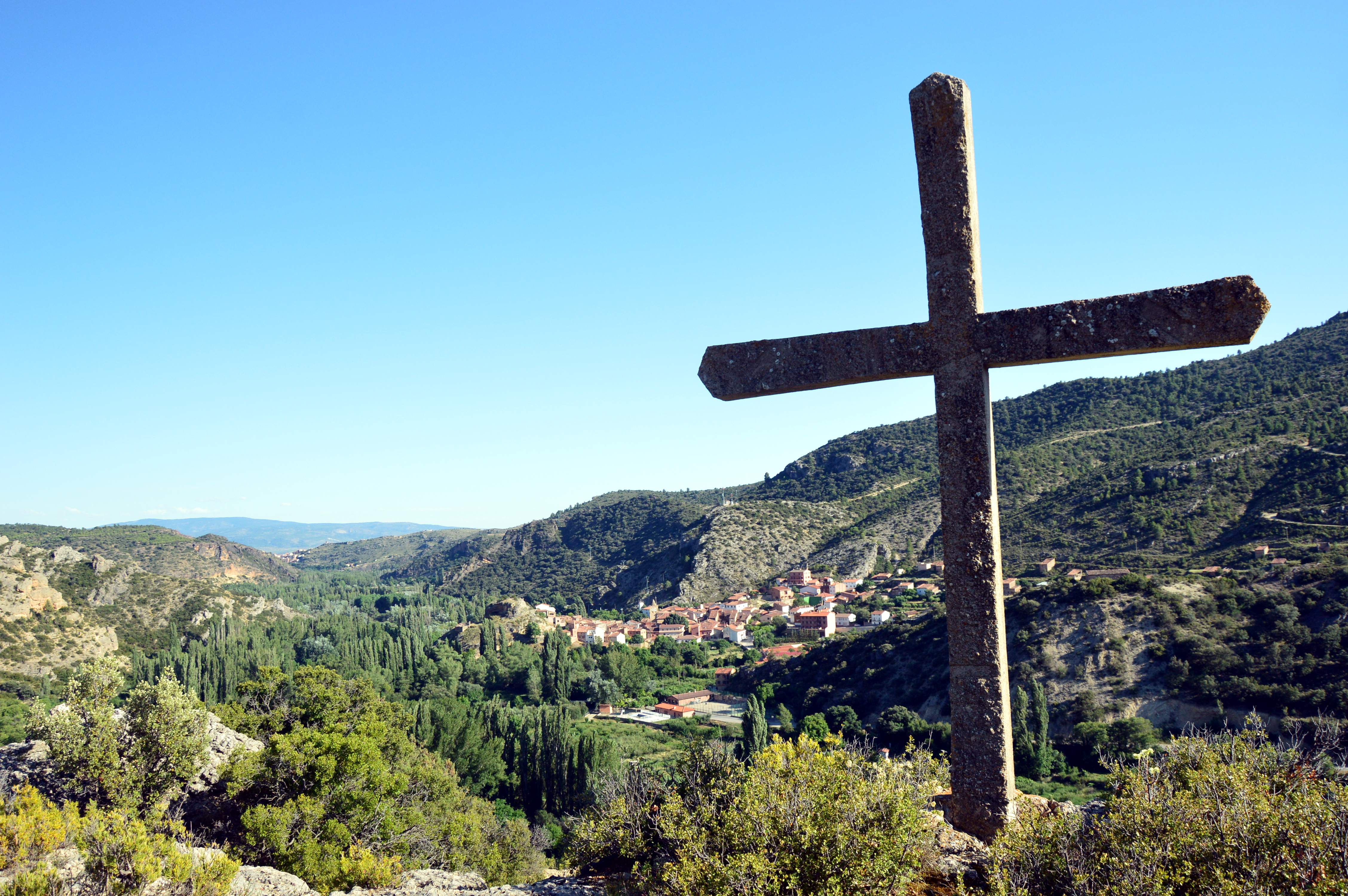
Panorámica de El Cuervo desde la Cruz de la Peña Blanca.

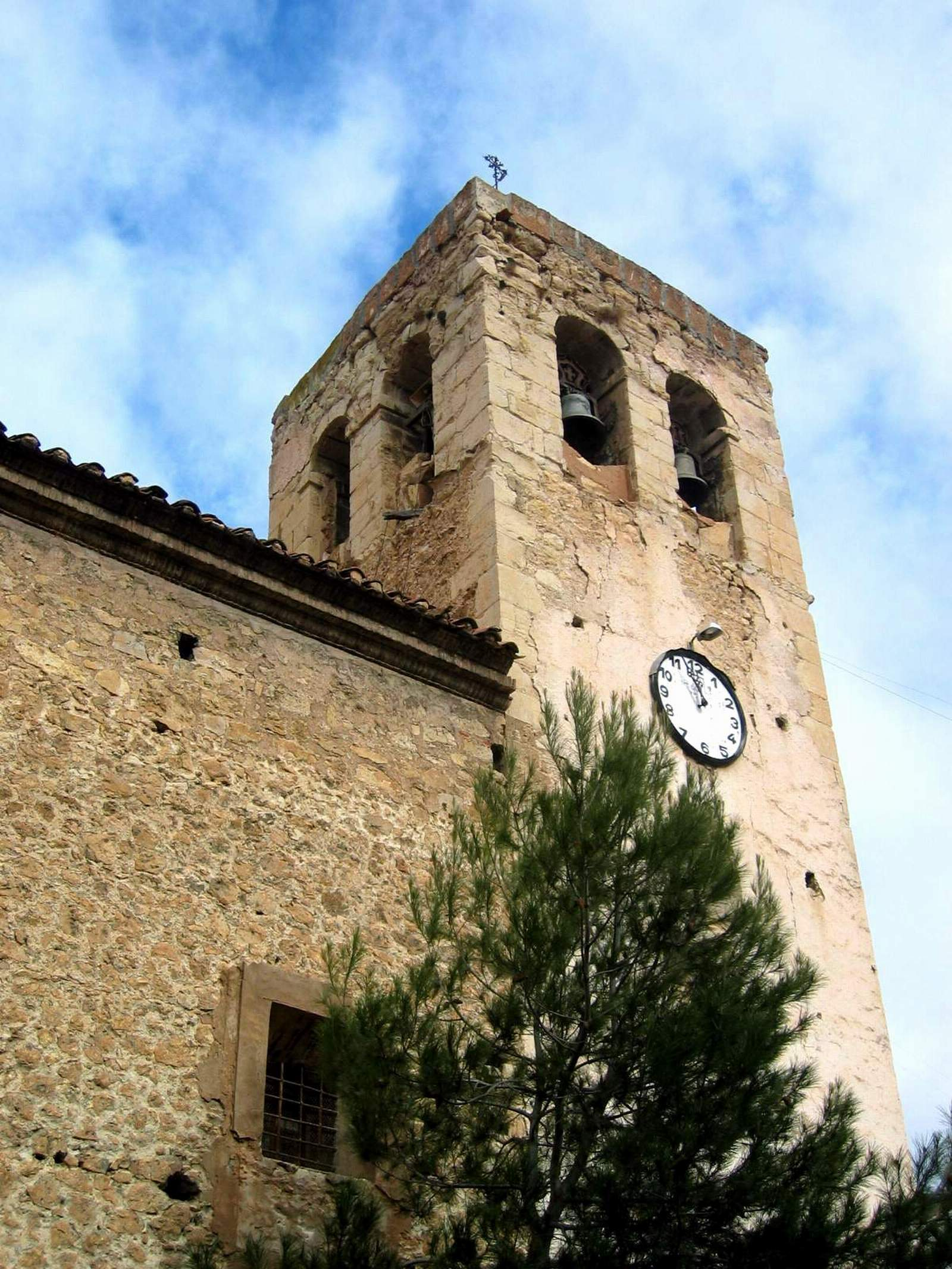
Detalle del campanario de la parroquial de El Cuervo, antes de su restauración. Siglo xvi.

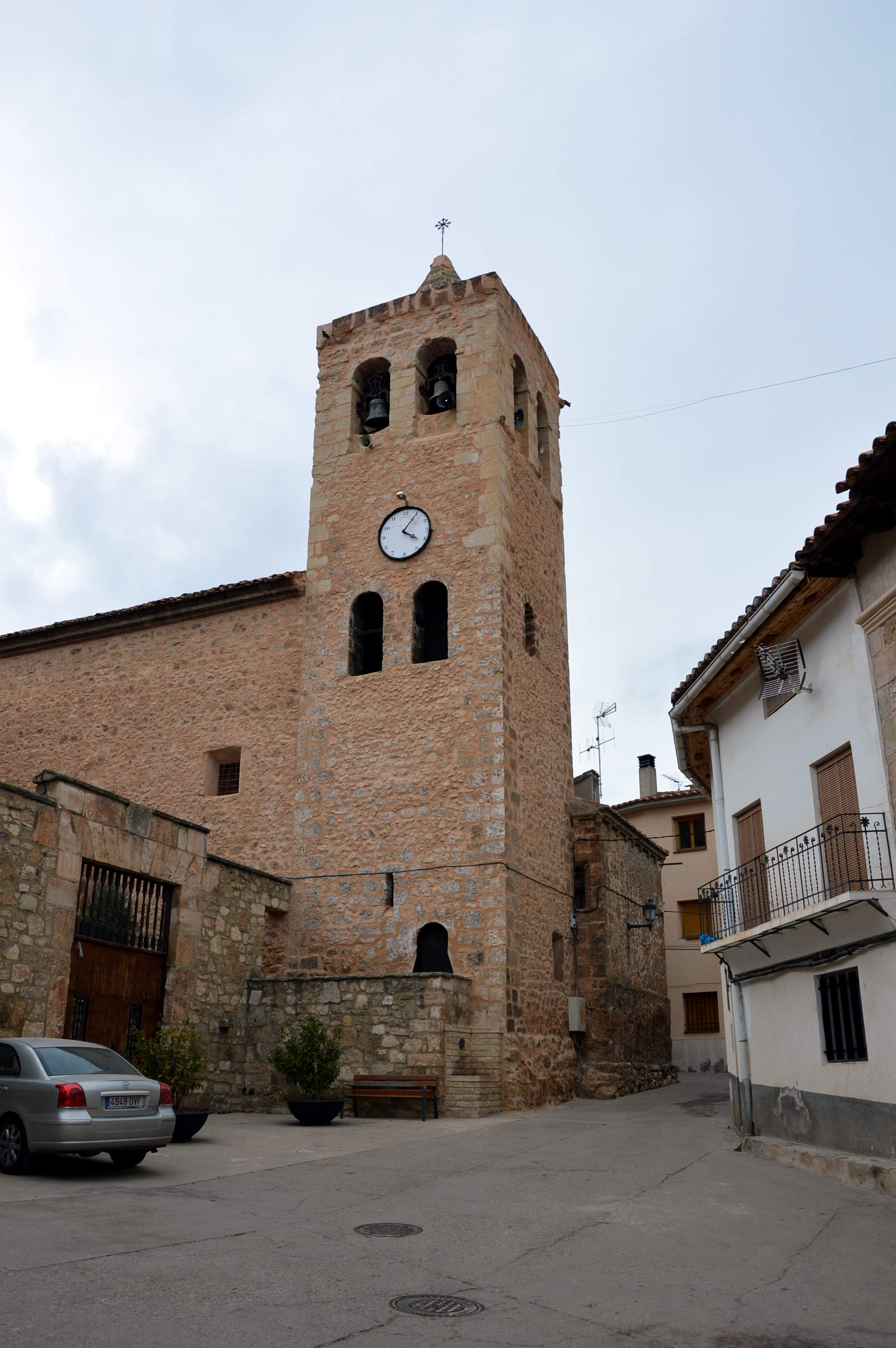
Vista parcial de la iglesia parroquial, con detalle del campanario, tras la restauración. Siglo xvi.

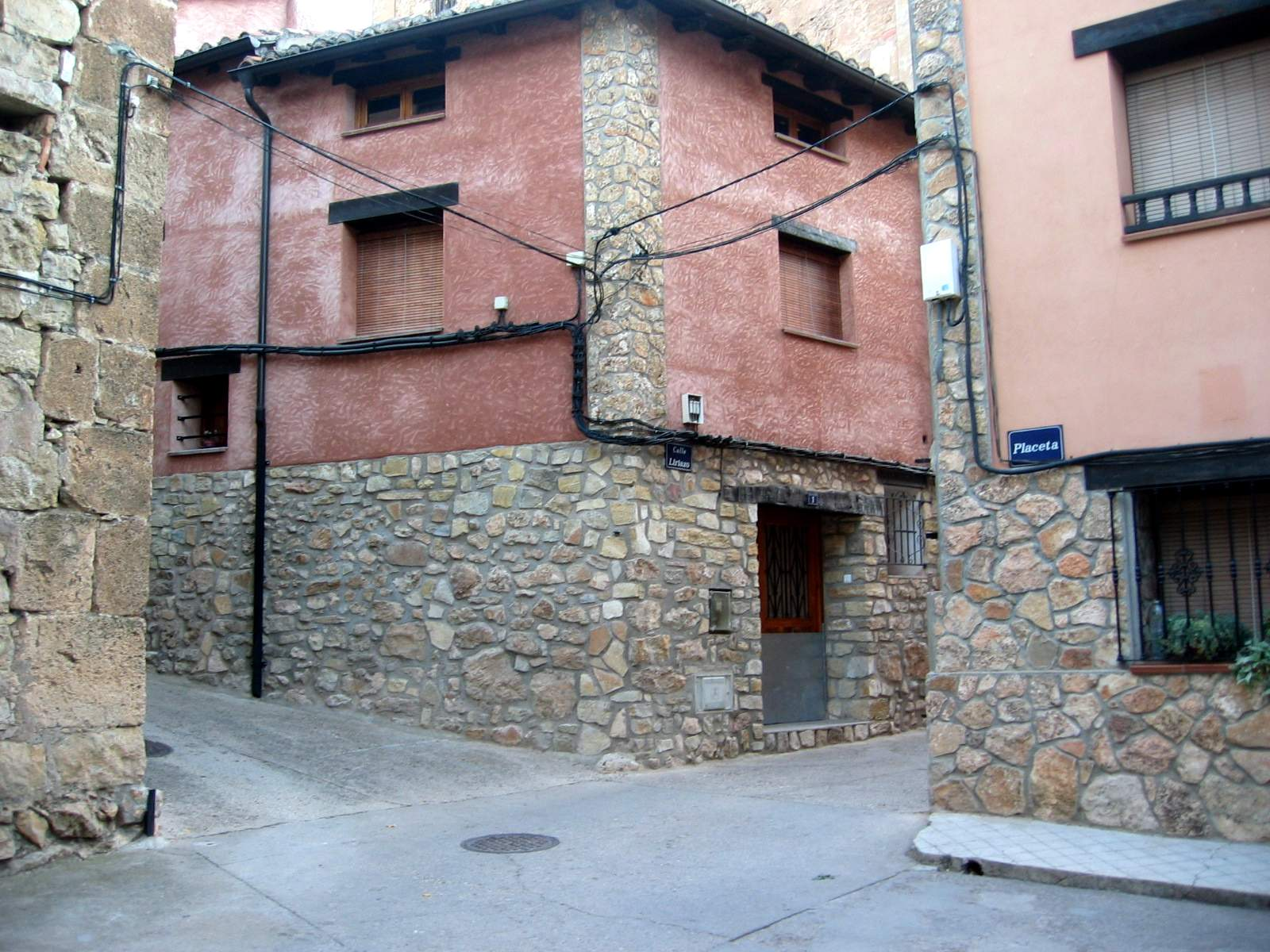
Construcciones tradicionales rehabilitadas en la plazuela y calle Liriazo

### Arquitectura civil
- Casa consistorial, más conocida como «Casa Lugar», con fábrica del siglo XVIII (1786), situada en la plaza Mayor, frente a la parroquial, recientemente restaurada.
- Casa parroquial: en la plaza mayor, junto a la parroquial,  solar que fue de los «Asensio de Ocón», con arco de medio punto en piedra sillera y balconadas con balaustrada en madera labrada, tejaroz y artesonado bajo el alero, hoy desaparecida.
- Casa del Médico: obra de los años cincuenta, actual Punto de Atención Continuada (PAC).
- Cementerio municipal: con pórtico restaurado, al norte de la población.
- Mirador del Castillo: situado sobre un cerro rocoso al este de la población, en época musulmana formaba parte de una línea defensiva entre Albarracín, Jabaloyas, Tormón, Castielfabib, Ademuz, Santa Cruz de Moya y Alpuente; de él solo queda el nombre, sus piedras pudieron ser aprovechadas para la construcción de la iglesia parroquial.
- Cueva de los Moros: oquedad labrada en la cima del cerro del Castillo.
- Lavadero municipal: junto al Molino de Abajo (de Floro), al sur de la población.
- Molino de Abajo: junto al lavadero municipal, sin uso.
- Molino de Arriba: frente al pilón de la Virgen del Plar, desaparecido.
- Chiringuito Los Chorros y polideportivo municipal: con merendero, espacio de recreo, asadores, piscina y pistas para juegos de pelota, junto al río Ebrón, al norte de la población.

## Fiestas locales
- Asunción de la Virgen y San Roque, se celebran en torno al 15 de agosto.
- Virgen del Pilar, se celebra el 12 de octubre.